# غيورغي أفراميسكو
الفريق غيورغي أفراميسكو (بالرومانية: Gheorghe Avramescu وُلد في 26 يناير 1888 وتوفي 3 مارس 1945) قائد عسكري روماني خلال الحرب العالمية الثانية، تولى قيادة الجيش الرابع خلال المراحل المتقدمة من الحرب في الفترة ما بين عامي 1944 وحتى وفاته عام 1945، أُلقي القبض عليه من جانب عناصر المفوضية الشعبية للشؤون الداخلية السوفيتية بدعوى التعاون مع ألمانيا في 3 مارس 1945 وأُعلن عن وفاته في اليوم نفسه، ولا يزال الغموض يحوم حول ظروف وفاته حيث تؤكد المصادر الرومانية إعدامه على يد القوات السوفيتية في حين خرجت المصادر السوفيتية لتؤكد تعرّض السيارة التي كانت تقل أفراميسكو من رومانيا إلى المجر لغارة جوية وإطلاق نار كثيف أودى بحياته.

## وصلات خارجية
A pregătit generalul Avramescu cea mai mare dezertare din istoria Armatei Române? مايو 2012، مانويل ستانيسكو، دراسة تاريخية

## قراءة مفصلة
- Arhivele Militare Romane, UM 02405 Pitești, Memorii Bătrâni, - general Gheorghe Avramescu
- A. Pandea, E. Ardeleanu, Românii în Crimeea, Editura Militară, 1995
- A. Duțu, F. Dobre, S-a mai dezlegat o enigmă în "cazul" Avramescu? , Magazin Istoric, mai 1997
- P. Otu, Cantina din Simferopol, Magazin Istoric, martie 1998
- A. Duțu, F. Dobre, L. Loghin, Armata Română în al doilea război mondial (1941-1945) - Dicționar Enciclopedic, Editura Enciclopedică, 1999
- A. Duțu, M. Retegan, Război și societate, vol. 1, Editura RAO, 2000, ISBN 973-9460-29-1